# ヒメアマガエル
ヒメアマガエル（姫雨蛙、Microhyla okinavensis）は、ヒメアマガエル科ヒメアマガエル属に分類されるカエル。

## 分布
日本固有種で、奄美諸島（喜界島、奄美大島、加計呂間島、請島、与路島、徳之島、沖永良部島、与論島）、沖縄諸島（伊平屋島、具志川島、伊是名島、古宇利島、家島、瀬底島、屋我地島、伊計島、宮城島、平安座島、浜比嘉島、津堅島、久高島、沖縄島、渡嘉敷島、座間味島、阿嘉島、慶留間島、粟国島、渡名喜島、久米島）、先島諸島（宮古島、伊良部島）に分布する。
トカラ列島（諏訪之瀬島）、多良間島、先島諸島（黒島）に外来種として移入分布する。

## 形態
体長2.2-3.2cmでカエルの中では日本最小。体形は扁平で、胴体は幅広いのに頭部は小型で、独特の体型をしている。全身はほぼ褐色で、背面中央に濃い褐色の斑紋がある。前足は小さく、後肢はよく発達し、跳躍力も強い。脚の水かきはあまり発達しない。

## 分類
以前はM. ornataのシノニムとされていたが、2005年に独立種として分割された。また、以前はジムグリガエル科とされていた。
八重山列島（石垣島、竹富島、小浜島、西表島、波照間島）の個体群は、従来ヒメアマガエルとされていたが、2020年にヤエヤマヒメアマガエル（八重山姫雨蛙、Microhyla kuramotoi）として新種記載された。

## 生態
低地から山地にかけての森林、草原などに生息する。夜行性。
食性は動物食で、主にアリを食べる。
繁殖形態は卵生。周年繁殖（主に3-7月）し、1回に270-1200個の水面に浮かぶ卵を産む。浅い水であればほとんど何でもよく、バケツのたまり水や道路の水たまりにまで見られることがある。
幼生（オタマジャクシ）は独特で、体は腹背にやや扁平で、目は左右両端にある。胴体は透明で、内臓が透けて見える。他のオタマジャクシは水底にいて、大きく尾を動かして泳ぐのに対して、ほとんど中層にあって、細かく尾先を動かしておよぐ。